# Epiecia
Epiecia és un gènere d'arnes de la família Crambidae. Conté només una espècie, Epiecia externella, que es troba a Austràlia, on ha estat registrada des de Queensland.